# Джеймс Фергюссон, 6-й баронет
Сер Джеймс Фергюссон, 6-й баронет (англ. Sir James Fergusson, 14 березня 1832 — 14 січня 1907) — британський військовий, консервативний політик і колоніальний адміністратор.

## Передумови та освіта
Народився в Единбург, Шотландія, Фергюссон був старшим сином сера Чарльза Фергюссона, 5-го баронета, і його дружини Гелен, дочки Девіда Бойла. Він здобув освіту в школі Чеамі, школа Регбі та Університетський коледж (Оксфорд) (хоча він покинув навчання, не отримавши ступеня). Він вступив до гренадерської гвардії в 1851 році і служив у Кримській війні, де був поранений. Він вийшов у відставку з армії в 1859 році.

## Політична та адміністративна кар'єра
Фергюссон був обраний членом парламенту від Ейрширу і представляв цей виборчий округ у парламенті з 1854 по 1857 і з 1859 по 1868 рік. Він був Заступником державного секретаря у справах Індії при лорда Дербі з 1866 по 1867 рік і Заступник державного секретаря у справах внутрішніх справ з 1867 по 1868 рік при Дербі та Бенджамін Дізраелі і був прийнятий до Таємної ради в 1868 році.
Фергюссон служив губернатором Південної Австралії з 1868 року. У листопаді 1872 року він був призначений губернатором Нової Зеландії і виїхав з Аделаїди 6 грудня для короткого візиту до Англії перед тим, як обійняти посаду.
Він був губернатором Нової Зеландії між 1873 і 1874 роками, коли він подав у відставку і повернувся до Англії.
Він був призначений Лицарем-Командором Ордена Святого Михайла та Святого Георгія у 1874 році.
Він був призначений до Королівської комісії для розслідування дії Законів про фабрики та майстерні в 1875 році, і до Комісії з розслідування продажу спиртних напоїв у Шотландії в 1877 році.
Він був губернатором Бомбея між 1880 і 1885 роками.
Він був призначений Додатковим Лицарем Великим Командором Ордена Зірки Індії в 1885 році.
Після виходу на пенсію він повернувся до Палати громад, як член парламенту від Північно-Східного Манчестера, який він представляв між 1885 і 1906 роками. Він знову обіймав політичну посаду Заступник державного секретаря у закордонних справах між 1886 і 1891 роками і як Генеральний поштмейстер між 1891 і 1892 роками в лорда Солсбері Консервативній адміністрації.

## Сім'я

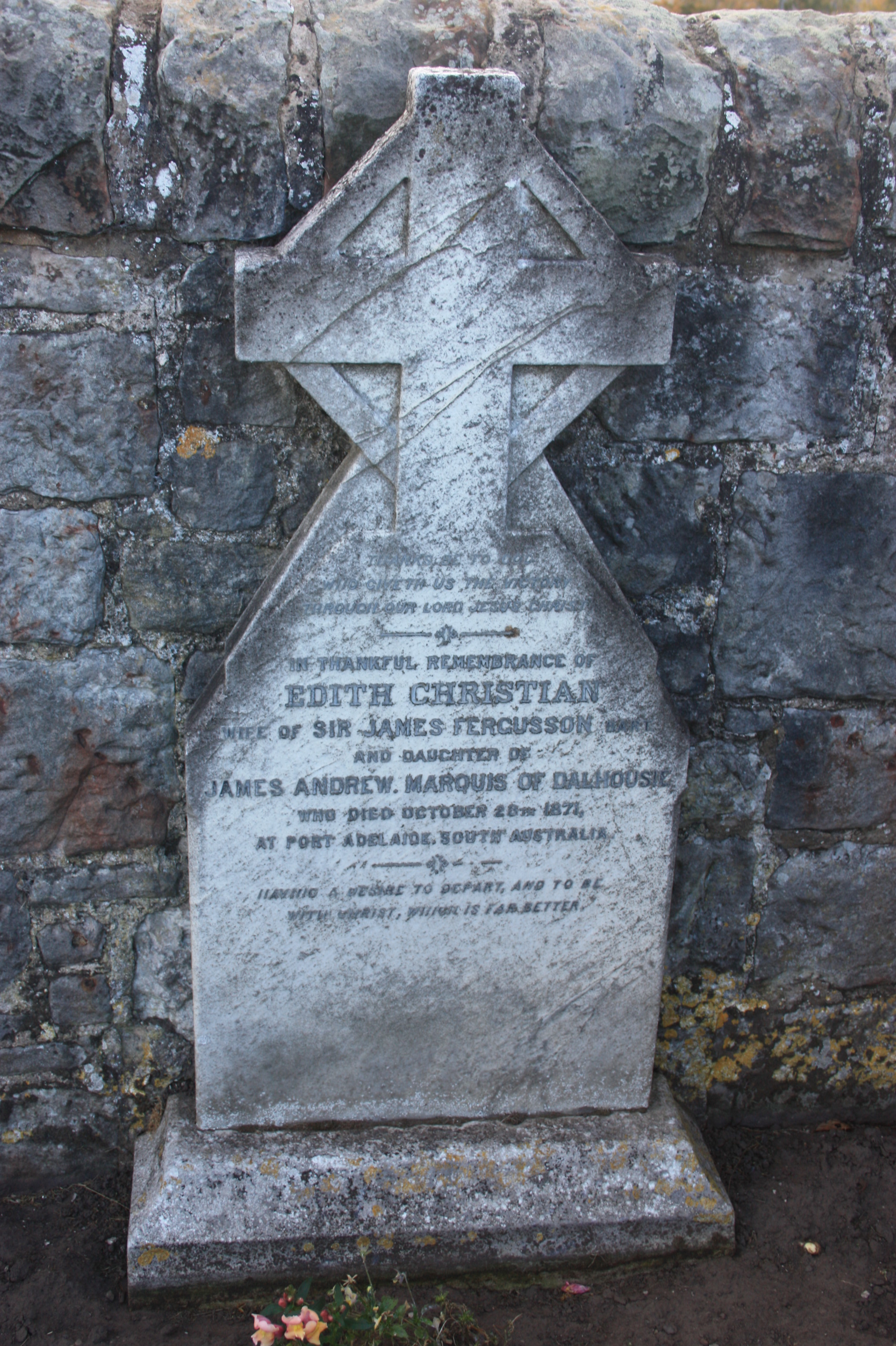
Пам'ятник леді Едіт Крістіан Фергюссон, кладовище Інвереск

Фергюссон одружився вперше з леді Едіт Крістіан, дочкою Джеймс Браун-Ремзі, 1-й маркіз Далхаузі, в 1859 році. У них було двоє синів і дві дочки. Леді Едіт померла 20 жовтня 1871 року в Порт-Аделаїда в Австралії у віці 32 років. Вона була похована на Північне кладовище в Аделаїді. На північно-західному куті першого західного продовження церковного подвір'я Інвереск у Шотландії є пам'ятний надгробок.
Фергюссон одружився вдруге з Олів, дочкою Джон Генрі Річман, в 1873 році. Олів народилася в Південній Австралії, і вони одружилися незабаром після прибуття до Нової Зеландії. У них був один син. Вона померла від холери в січні 1882 року.
Він одружився втретє з Ізабеллою Елізабет, дочкою Річарда Твайсдена і вдовою Чарльз Х'ю Хоар, в 1893 році. У них не було дітей. Син Фергюссона Чарльз і онук Бернард Фергюссон стали генерал-губернаторами Нової Зеландії.
Фергюссон загинув під час кінгстонського землетрусу 1907 року на Ямайці в 1907 році у віці 74 років.

## Спадщина
Місто Джеймстаун (Південна Австралія) і Графство Фергюссон у Південній Австралії, Фергюссон (острів) у Папуа Нова Гвінея та Коледж Фергюссон у Пуне (за його часів Пуна), Індія названі на честь Фергюссона.
Статуя Фергюссона стоїть у північно-східному куті Веллінгтонської площі в Ейрі, Ейршир, Шотландія.